# Згинаний многогранник
Многогранник (точніше — многогранна поверхня) називається зги́наною, якщо її просторову форму можна змінити такою безперервною в часі деформацією, за якої кожна грань не змінює своїх розмірів (тобто рухається як тверде тіло), а деформація здійснюється тільки за рахунок безперервної зміни двогранних кутів. Така деформація називається безперервним згинанням многогранника.

## Властивості та приклади
У теорії зги́наних многогранників відомо чимало красивих і нетривіальних тверджень. Нижче наведено найважливіші зі встановлених на сьогодні фактів, дотримуючись хронологічного порядку:
1. Ніякий опуклий многогранник не може згинатись. Це негайно випливає з теореми Коші про однозначну визначеність опуклого многогранника, доведену в 1813 році.
2. Перші приклади згинаних многогранників були побудовані бельгійським інженером і математиком Раулем Брікаром[en] в 1897 році[1]. Зараз їх називають октаедрами Брікара[en]. Вони не тільки неопуклі, але й мають самоперетини, що не дозволяє побудувати їх картонну модель, що рухається.
3. У 1976 році американський математик Роберт Коннеллі вперше побудував згинаний многогранник без самоперетинів[2].
4. З усіх відомих на сьогоднішній день згинаних многогранників без самоперетинів найменше число вершин (дев'ять) має многогранник, побудований німецьким математиком Клаусом Штеффеном (нім. Klaus Steffen)[3].
5. Відомі приклади згинаних многогранників, які є реалізаціями тора[4] або пляшки Клейна, або взагалі двовимірної поверхні будь-якого топологічного роду.
6. З формули Шлефлі випливає, що будь згинаний многогранник в процесі згинання зберігає так звану інтегральну середню кривину, тобто число, рівне {\displaystyle \sum |\ell |(\pi -\alpha (\ell ))}, де {\displaystyle |\ell |} — довжина ребра {\displaystyle ~\ell }, {\displaystyle ~\alpha (\ell )} — величина внутрішнього двогранного кута при ребрі {\displaystyle ~\ell }, а сума поширюється на всі ребра многогранника. Див також[5].
7. Теорема Сабітова[6]: Будь-який згинаний многогранник в процесі згинання зберігає свій об'єм, тобто він буде згинатися навіть якщо його заповнити нестисливої рідиною.
8. У 2012 році, А. Гайфулліним доведено багатовимірний аналог теореми Сабітова — будь-який многогранник, що згинається, в розмірності {\displaystyle n\geq 4} в процесі згинання зберігає свій об'єм.[7]

октаедр Брікара, що згинається, першого типу
октаедр Брікара, що згинається, другого типу
Згинаний многогранник Штеффена
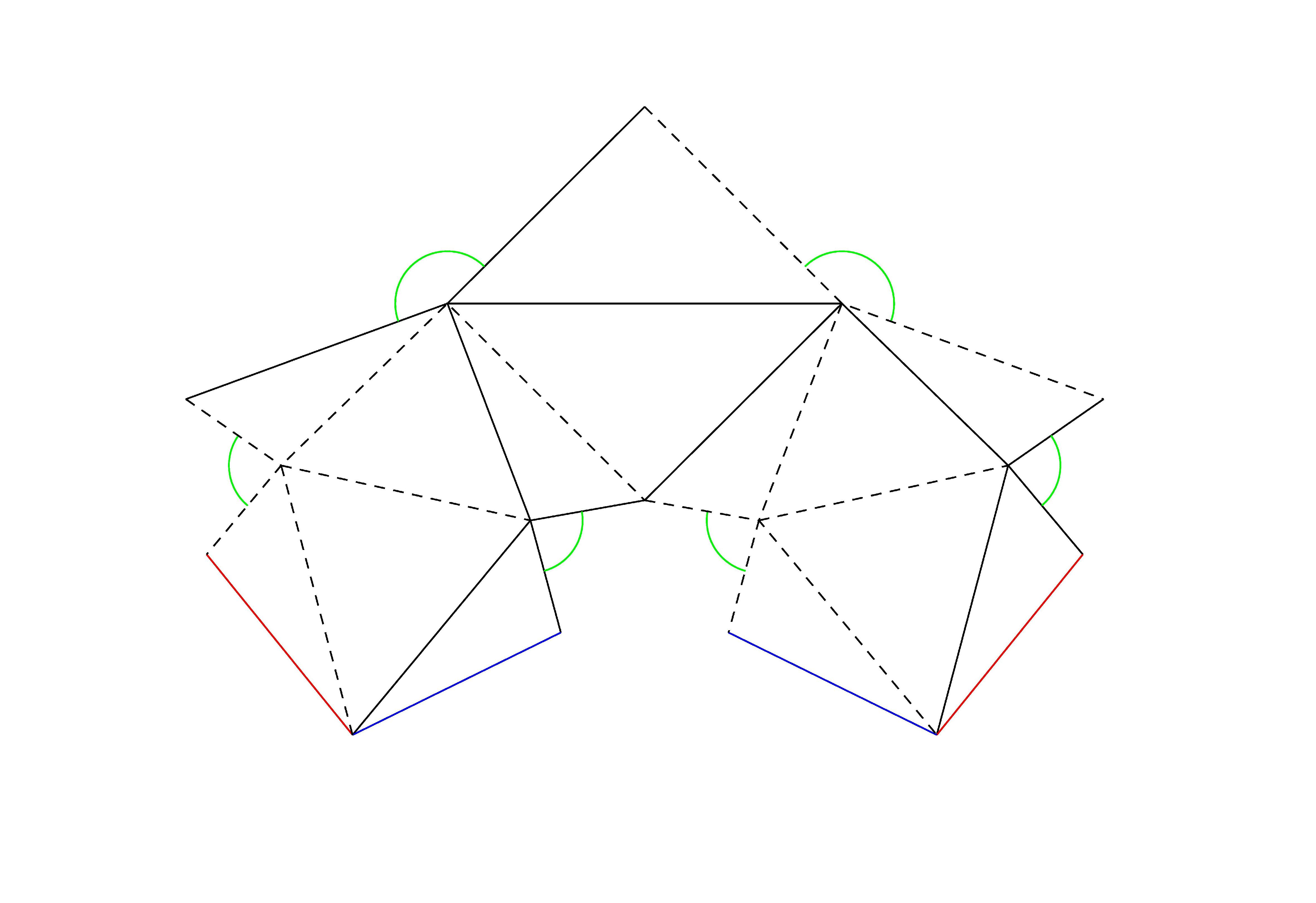
Розгортка згинаного многогранника Штеффена

## Гіпотези
Незважаючи на значний прогрес, в теорії згинаних многогранників залишається багато невирішених проблем. Ось кілька відкритих гіпотез:
1. многогранник Штеффена має найменше число вершин серед усіх згинаних многогранників, що не мають самоперетинів[8];
2. Якщо один многогранник, який не має самоперетинів, отриманий з іншого многогранника, який також не має самоперетинів, безперервним згинанням, то ці многогранники рівноскладені, тобто перший можна розбити на скінченне число тетраедрів, кожен з цих тетраедрів незалежно від інших можна пересунути в просторі і отримати розбиття другого многогранника[9].

## Узагальнення
Все сказане вище відносилося до многогранників в тривимірному евклідовому просторі. Однак дане вище визначення згинаного многогранника можна застосувати і до багатовимірних просторів і до неевклідових просторів, таких як сферичний простір і гіперболічний простір. Для них також відомі як нетривіальні теореми, так і відкриті запитання. Наприклад:
1. Доведено, що в чотиривимірному евклідовому просторі, гіперболічному просторі розмірності 3 та 4, а також у сферичному просторі розмірності 3 та 4 є згинані многогранники[10], в той час як існування згинаних многогранників в евклідових просторах розмірності 5 і вище залишається відкритим питанням ;
2. Доведено, що будь-який згинаний многогранник в евклідовому просторі розмірності 3 і вище зберігає свою інтегральну середню кривину в процесі згинання[5], але невідомо чи всякий згинаний многогранник в евклідовому просторі розмірності 4 і вище зберігає свій об'єм в процесі згинання;
3. Доведено, що в тривимірному сферичному просторі існує згинаний многогранник, обсяг якого непостійний у процесі згинання[11], але не відомо чи обов'язково зберігається обсяг згинаного многогранника в тривимірному гіперболічному просторі.

## Зроби сам
Зробити модель згинаного многогранника Штеффена зовсім не важко. Опишемо це процес крок за кроком.
- Збережіть файл з розгорткою многогранника Штеффена з наведеної вище «галереї зображень».
- Збільшите розгортку в 2-3 рази і роздрукуйте його на принтері (при цьому бажано використовувати щільний папір або напівкартон).
- Виріжте розгортку по контуру, що складається з червоних, синіх і чорних (суцільних і пунктирних) відрізків.
- Кілька разів перегніть папір по суцільним і пунктирним відрізкам, що залишилися на розгортці. Виконуючи наступні дії слід надавати поверхні таку форму, щоб суцільні відрізки були «гірськими хребтами» (тобто виступали з многогранника назовні), а пунктирні відрізки були «долинами» (тобто вдавалися б всередину многогранника).
- Зігніть поверхню в просторі і склейте між собою кожні два чорних відрізка, з'єднаних на розгортці зеленої дугою кола.
- Склейте між собою два синіх відрізка.
- Склейте між собою два червоних відрізка.

Модель многогранника Штеффена готова.

## Популярна література
- В. А. Александров, Изгибаемые многогранные поверхности [Архівовано 9 листопада 2016 у Wayback Machine.], Соросовский образовательный журнал. 1997. No. 5. С. 112—117. Ця ж стаття перевидана в книзі під редакцією В. Н. Сойфера и Ю. П. Соловьёва: Современное естествознание. Энциклопедия. Т. 3: Математика и механика М.: Наука, М.: Флинта, 2000. ISBN 5-02-004299-4.
- М. Берже, Геометрія. М.: Мир, 1984. Т. 1. С. 516—517.
- В. А. Залгаллер, Непрерывно изгибаемый многогранник [Архівовано 27 травня 2014 у Wayback Machine.], Квант. 1978. No. 9. С. 13—19.
- А. И. Медяник, Модель многогранника Коннелли [Архівовано 17 вересня 2011 у Wayback Machine.], Квант. 1979. No. 7. С. 39.
- И.Х. Сабитов,. Объёмы многогранников. — М.:МЦНМО, 2002.
- Девид А. Кларнер. Математичний квітник. Збірник статей і задач = The Mathematical Gardner / Пер. с англ. Ю. А. Данилова; под ред., с предисл. и прилож. И. М. Яглома. — М : Мир, 1983. — С. 105—117.

## Наукова література
- В. А. Александров, Новый пример изгибаемого многогранника, Сиб. мат. журн. 1995. Т. 36, No 6. С. 1215—1224.
- Н. Х. Кьойпер[en], Згинні поліедральні сфери в {\displaystyle ~E^{3}}, по Роберту Коннеллі, в кн. під ред. А. М. Колмогорова і С. П. Новикова: Исследования по метрической теории поверхностей. М.: Мир. 1980. С. 210—227.
- P. Коннеллі, Про один підхід до проблеми незгинності. Там же. С. 164—209.
- Р. Коннеллі, Деякі припущення і невирішені питання в теорії згинань. Там же. С. 228—238.
- И. Г. Максимов, Неизгибаемые многогранники с малым количеством вершин [Архівовано 25 серпня 2014 у Wayback Machine.], Фундам. прикл. матем. 2006. Т. 12, No. 1. С. 143—165.
- С. Н. Михалёв, Некоторые необходимые метрические условия изгибаемости подвесок, Вестник МГУ, Сер. I, 2001, No. 3, 15—21.
- И. Х. Сабитов, Объём многогранника как функция его метрики [Архівовано 7 травня 2013 у Wayback Machine.], Фундам. прикл. матем. 1996. Т. 2, No. 4. С. 1235—1246.
- И. Х. Сабитов, Обобщённая формула Герона — Тарталья и некоторые её следствия, Матем. сб. 1998. Т. 189, No. 10. С. 105—134.